# Fernand Pelez
Pour les articles homonymes, voir Pelez.
Ferdinand Emmanuel Pelez de Cordoba d'Aguilar, dit Fernand Pelez, né le 18 janvier 1848 à Paris et mort dans la même ville le 7 août 1913, est un peintre français.
D'un style d'abord académique, sa peinture se rattache ensuite au mouvement naturaliste.
Un de ses tableaux les plus connus est un martyr, le Petit Marchand de Violettes.

## Biographie
Fils de l'illustrateur Raymond Pelez, neveu du peintre Fernand Pelez de Cordova et frère du peintre Raymond Pelez dit Chalumeau, Fernand Pelez est initié à la peinture dès son jeune âge par son père.
Il étudie auprès de Félix-Joseph Barrias, d'Alexandre Cabanel et d'Adolphe Yvon à l'École nationale supérieure des beaux-arts de Paris.
Il est nommé professeur de dessin dans une école de la Ville de Paris. Il habite à cette époque au 15, rue de la Tour-d'Auvergne à Paris. Plus tard, son atelier sera au 62, boulevard de Clichy.
Il débute au Salon de 1866. De cette première époque datent des peintures d'histoire comme La Mort de l’empereur Commode (musée des Beaux-Arts de Béziers) et Adam et Ève (Moulins, musée Anne-de-Beaujeu).
À partir de 1880, sous l'influence des tableaux du peintre naturaliste Jules Bastien-Lepage et d'une prise de conscience sociale, il délaisse les sujets historiques pour se tourner vers la représentation des classes populaires et se livrer à une réflexion sur la condition humaine. Ses « enfants mendiants » s'inscrivent dans une forme d'esthétique espagnole héritée de Murillo.

## Œuvres dans les collections publiques

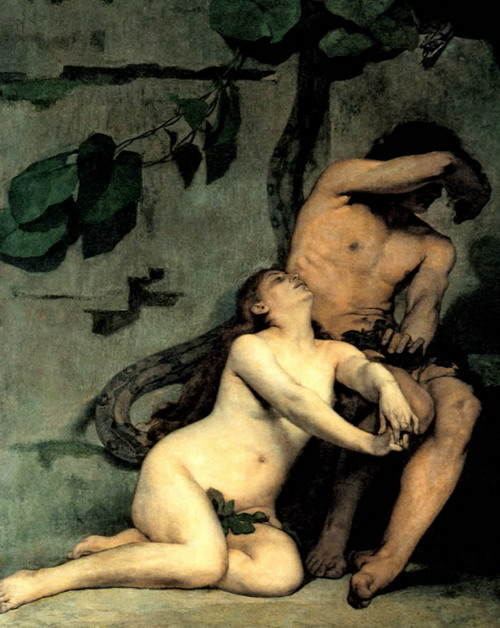
Adam et Ève (1876), Moulins, musée Anne-de-Beaujeu.

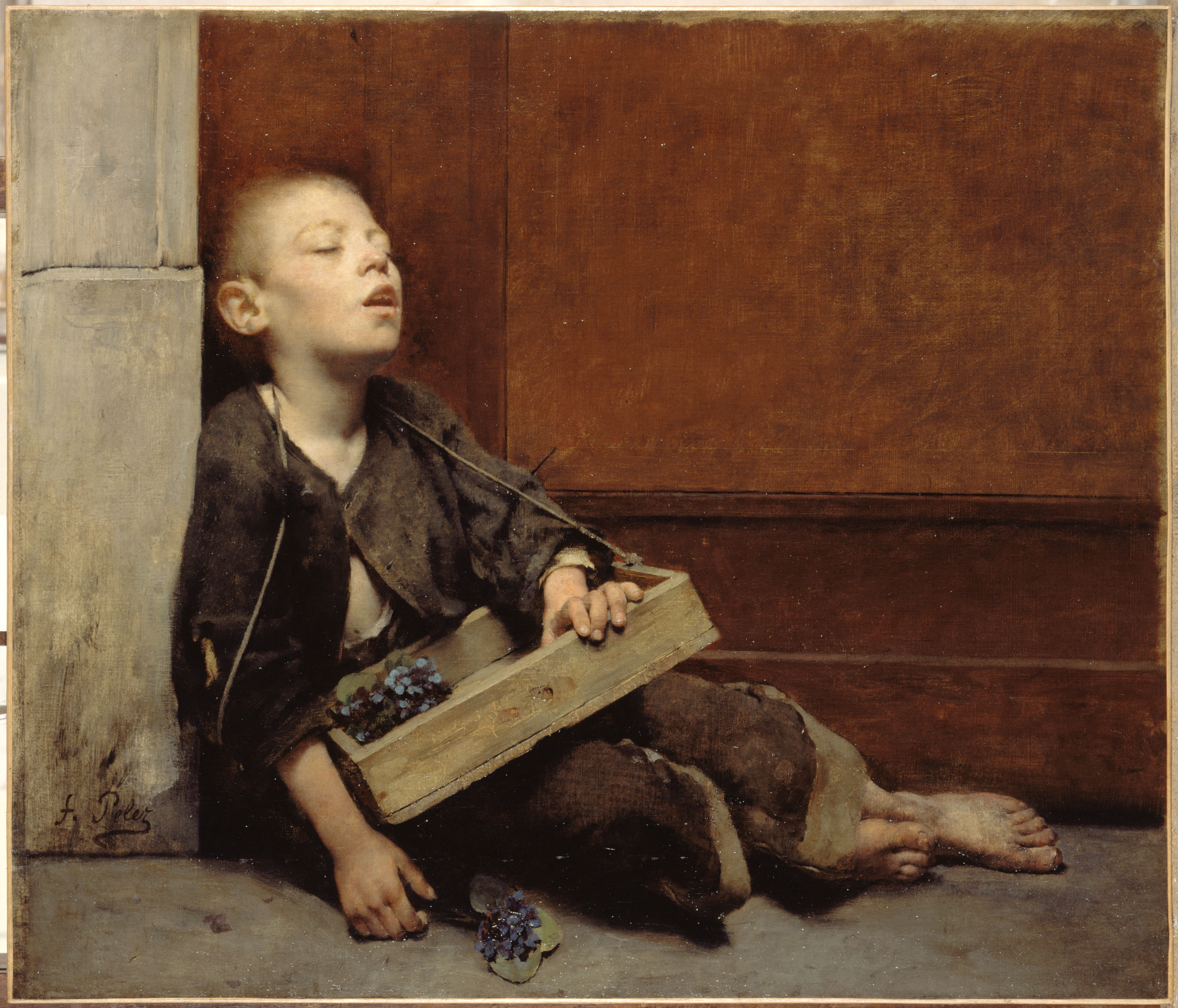
Le Petit Marchand de violettes (vers 1885), Paris, Petit Palais.

- Adam et Ève, huile sur toile, Moulins, musée Anne-de-Beaujeu.
- Gamin des rues, 1880, huile sur toile, Montréal, musée des Beaux-Arts.
- Grimaces et Misères. Les Saltimbanques, 1888, huile sur toile, Paris, Petit-Palais.
- L’Humanité  ou Le Christ dans le square, 1896, huile sur toile, hôtel de ville de Paris.
- La Bouchée de pain, la Charité, 1892-1908, huile sur toile, Paris, Petit-Palais.
- La Mort de l’empereur Commode, huile sur toile, Béziers, musée des Beaux-Arts.
- La Vachalcade, 1896, huile sur toile, Paris, Petit-Palais.
- La Victime ou L’Asphyxiée, 1886, huile sur toile[4], Senlis, musée d’Art et d’Archéologie.
- Le Lavoir, huile sur toile, Le Havre, musée d'Art moderne André-Malraux.
- Le Marchand de citrons, huile sur toile, Quimper, musée des Beaux-Arts.
- Le Petit Marchand de citrons, 1895-1897, huile sur toile[5], Chambéry, musée des Beaux-Arts.
- Martyr, ou La Misère, ou Le Petit Marchand de violettes, huile sur toile[6], Laval, musée du Vieux-Château.
- The Homeless Boy, 1887, huile sur toile, Ottawa, musée des Beaux-Arts du Canada.
- Un martyr, ou Le Petit Marchand de violettes, 1885, huile sur toile, Paris, Petit-Palais.

## Salons
- 1875 : Les Tireurs d'arc.
- 1876 : Adam et Ève.
- Salon des artistes français :
  - 1880 : Au lavoir, Le Petit Marchand de mouron, Les Dépouilles opimes
  - 1881 : La Marchande de mouron, La Maternité
  - 1882 : Irréconciliables, Le Philosophe
  - 1883 : Sans asile
  - 1884 : Sans asile ou Les Expulsés
  - 1885 : La Misère à l'opéra, Un martyr ou Le Marchand de violettes
  - 1886 : La Victime, Misère
  - 1887 : Un nid de misère
  - 1888 : Grimaces et misère
  - 1889 : L'Ouvrière poitrinaire, Le Vitriol
  - 1890 : Pauvre enfant !
  - 1896 : L'Humanité ou Le Christ dans le square

## Récompenses et distinctions
- 1876 : médaille de troisième classe au Salon.
- 1879 : médaille de deuxième classe au Salon.
- 1880 : médaille de première classe au Salon.
- 1883 : membre de la Société des artistes français.
- 1889 : médaille d'argent à l'Exposition universelle de 1889.
- 1891 : nommé chevalier de la Légion d'honneur[7].
- 1910 : promu officier de la Légion d'honneur.

## Expositions
- Exposition universelle de 1889, Paris (Sans asile ou les Expulsés).
- du 24 septembre 2009 au 17 janvier 2010, Paris, Petit Palais, Fernand Pelez (1848-1913), la parade des humbles[8],[9].

Œuvres de Fernand Pelez
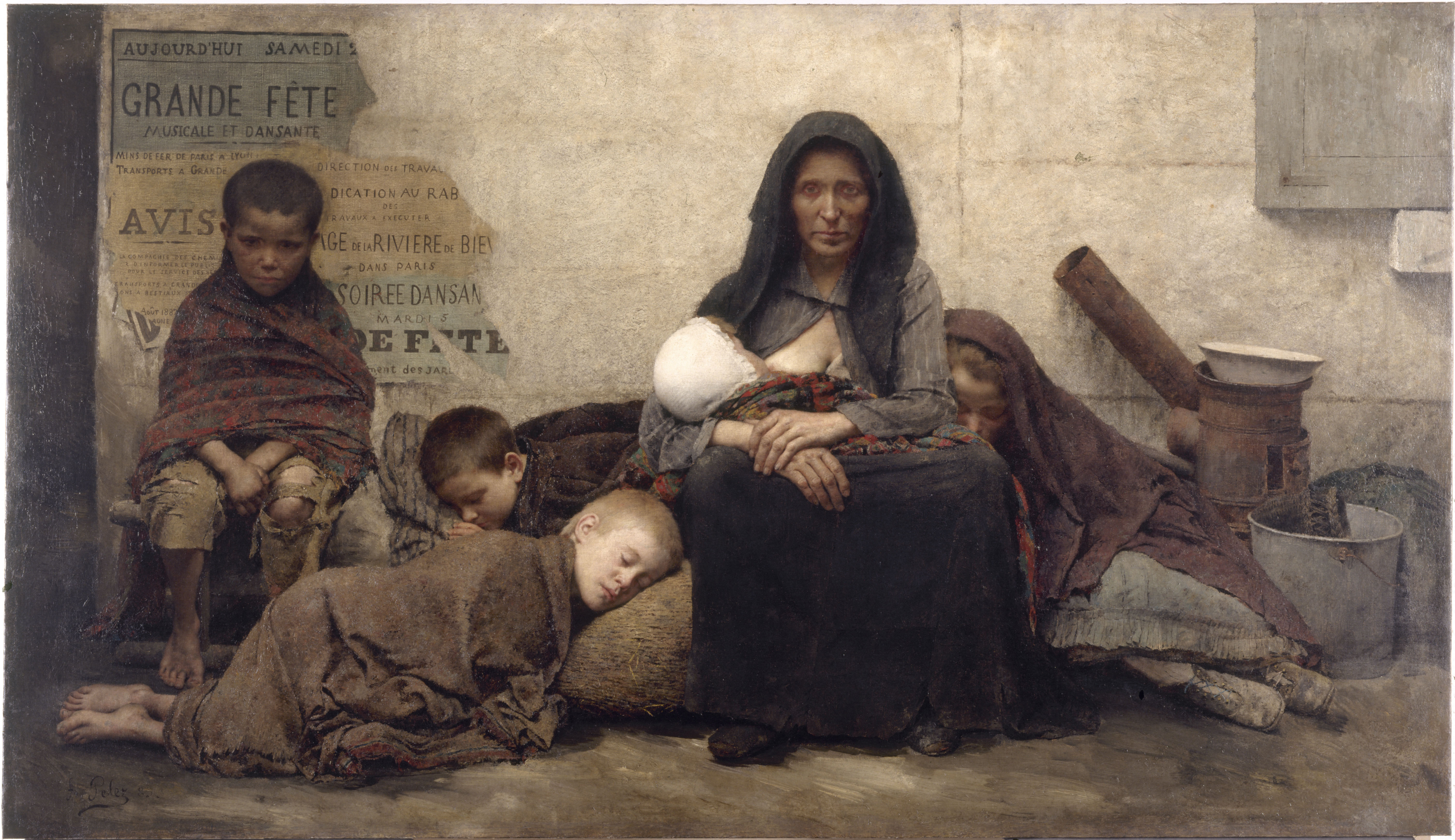
Sans Asile, 1883 Paris Petit Palais
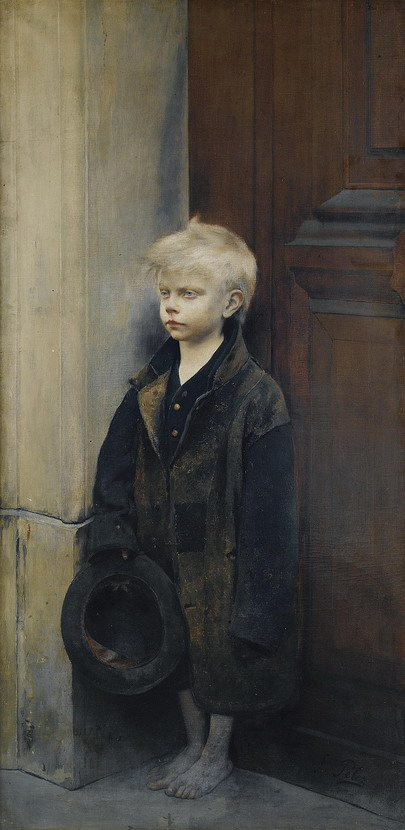
La Misère, 1886 - Paris, Musée d'Orsay
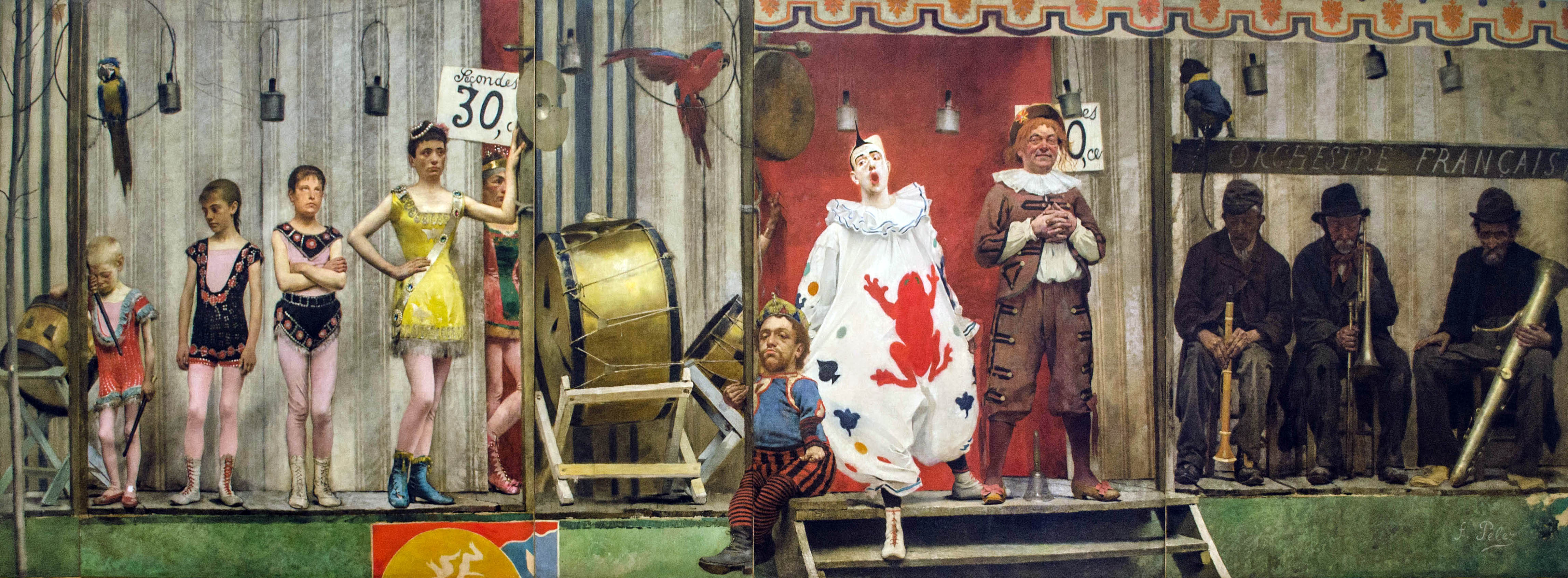
Grimaces et Misères. Les Saltimbanques (1888), Paris, Petit Palais.
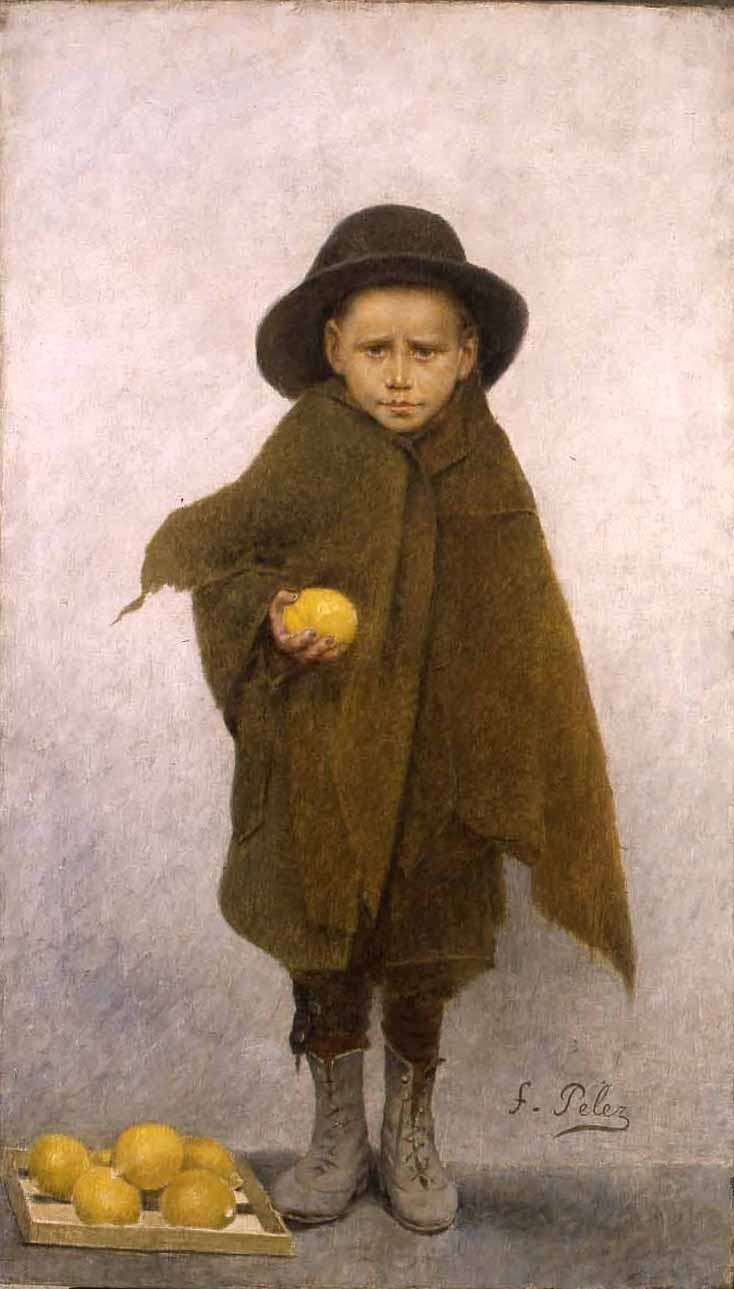
Le petit Marchand de citrons (vers 1895-1897), Chambéry, musée des Beaux-Arts.
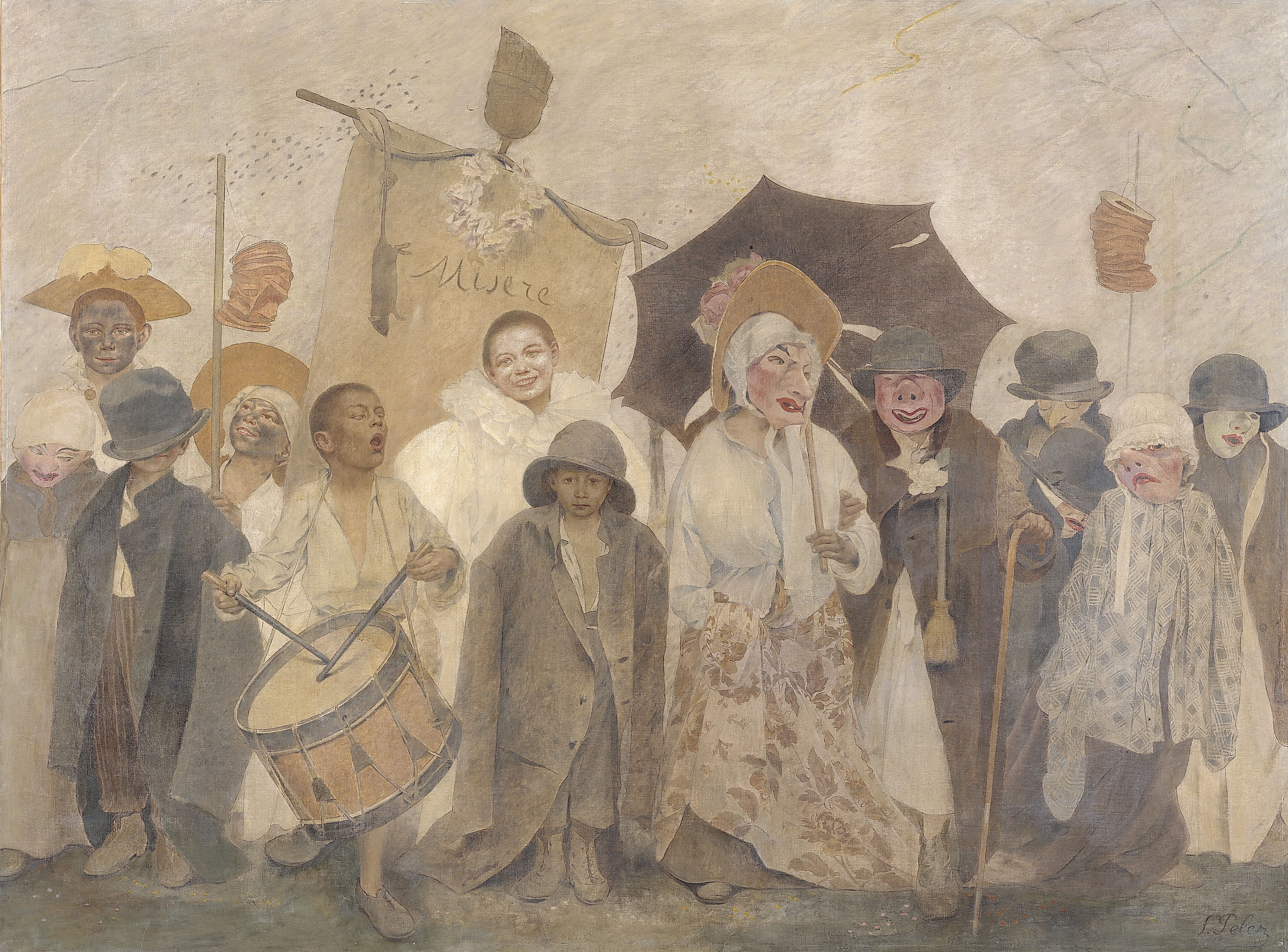
La Vachalcade (1896), Paris, Petit Palais.